# 埃梅内希尔多·加西亚
埃梅内希尔多·加西亚（西班牙語：Hermenegildo García，1968年9月11日—），古巴男子击剑运动员。他曾代表古巴参加1992年夏季奥林匹克运动会击剑比赛，获得男子团体花剑银牌。